# Seldovia Village
Seldovia Village és una concentració de població designada pel cens dels Estats Units a l'estat d'Alaska. Segons el cens del 2000 tenia 144 habitants.

## Demografia
Segons el cens del 2000, Seldovia Village tenia 144 habitants, 62 habitatges, i 40 famílies La densitat de població era de 2,8 habitants/km².
Dels 62 habitatges en un 27,4% hi vivien nens de menys de 18 anys, en un 53,2% hi vivien parelles casades, en un 9,7% dones solteres, i en un 33,9% no eren unitats familiars. En el 22,6% dels habitatges hi vivien persones soles el 3,2% de les quals corresponia a persones de 65 anys o més que vivien soles. El nombre mitjà de persones vivint en cada habitatge era de 2,32 i el nombre mitjà de persones que vivien en cada família era de 2,73.
Per edats la població es repartia de la següent manera: un 22,2% tenia menys de 18 anys, un 3,5% entre 18 i 24, un 18,8% entre 25 i 44, un 45,8% de 45 a 60 i un 9,7% 65 anys o més.
L'edat mediana era de 47 anys. Per cada 100 dones de 18 o més anys hi havia 119,6 homes.
La renda mediana per habitatge era de 31.250 $ i la renda mediana per família de 40.500 $. Els homes tenien una renda mediana de 40.625 $ mentre que les dones 33.750 $. La renda per capita de la població era de 21.396 $. Aproximadament el 16,7% de les famílies i el 23,5% de la població estaven per davall del llindar de pobresa.

## Poblacions més properes
El següent diagrama mostra les poblacions més properes.